# میلیتسا پاولوویچ
میلیتسا پاولوویچ (سیریلیک صربی: Милица Павловић؛ ‏ تلفظ [mîlitsa pǎ:ʋloʋitɕ]؛ ‏ زادهٔ ۱۱ اوت ۱۹۹۱) خواننده، مدل و بازیگر اهل صربستان است که در سوئیس به‌دنیا آمده است. وی از سال ۲۰۱۱ میلادی تاکنون مشغول فعالیت بوده‌است. وی سفیر برند آلمانیِ هاینریش دایشمان در کشورهای صربستان و بوسنی و هرزگوین است. او در سال ۲۰۱۷ موریک ویدئوی «Operisan od ljubavi» را با الهام از فیلم مالنا اجرا کرد.